# Leptognathia forcifera
Leptognathia forcifera är en kräftdjursart som beskrevs av Lang 1968. Leptognathia forcifera ingår i släktet Leptognathia och familjen Leptognathiidae. Inga underarter finns listade i Catalogue of Life.